# ビーウィズ
ビーウィズ株式会社（英文表記:Bewith, Inc)は、パソナグループの連結対象子会社であるテレマーケティング会社。コールセンターの設立・運営を主業務とする。本社は東京都新宿区西新宿3-7-1　新宿パークタワーN棟32階。

## 概要
総合商社、三菱商事の一部門である新機能事業グループにより2000年に設立された。クライアント企業より発注を受け、その企業の電話問い合わせ窓口を運営するなど、電話を初めとして、電子メールやインターネットなども用いて、エンドユーザーとのコンタクトセンターを設立・運営している。主な業務事例としては、プロバイダのテクニカルサポート窓口の設立や、通信キャリアの顧客獲得のために商品の勧奨を行うアウトバウンドコールセンターの運営などがある。また、派遣免許を取得しており、同社社員を顧客対応スキルを持ったスタッフとして外部企業に派遣する業務も行っている。単なる応対窓口、営業窓口ではなく、エンドユーザーとの直接の接触を通して得られた顧客ニーズや市場傾向を分析し、クライアント企業のさらなる業績上昇を促すことを目指している。

## 沿革
- 2000年5月12日 - 会社設立
- 2000年7月 - コールセンターを本社に設立
- 2001年10月 - 派遣免許を取得
- 2001年11月 - 東京都新宿区の新宿パークタワーにコールセンター設立
- 2004年5月 - 「BS7799-2：2002」および「ISMS認証基準（Ver.2.0）」を同時取得
- 2004年6月 - 横浜センターを横浜市神奈川区に開設
- 2004年12月 - 横浜第二センターを横浜市西区に開設
- 2005年5月 - 関西支店を大阪市北区に開設
- 2005年7月 - 北海道支店を札幌市中央区に開設
- 2006年10月 - 長崎センターを長崎市万才町に開設
- 2006年12月 - 情報セキュリティ管理の国際規格「ISO27001：2005」の認証を取得
- 2008年4月 - 和歌山センター開設
- 2008年4月 - 横浜第三センター開設
- 2009年2月 - 札幌センター開設
- 2009年2月 - 「プライバシーマーク」の認証を取得
- 2009年6月 - 福岡センター開設
- 2010年8月 - 横浜第三センターを横浜第二センターに統合
- 2012年5月 - 株式会社パソナグループの出資により、パソナグループと三菱商事の合弁事業会社となる
- 2014年1月 - 酒類販売媒介業免許を取得
- 2014年4月 - 名古屋センター開設
- 2014年11月 - 大阪アドバンストバリューセンター開設
- 2015年1月 - 情報セキュリティ管理の国際規格「ISO27001：2013」への移行を完了
- 2015年3月 - 札幌第二センター開設
- 2015年12月 - 株式会社パソナグループ100%出資の完全子会社となる
- 2022年3月 - 東京証券取引所第1部に上場